# Цебриков, Роман Максимович
Роман Максимович Цебриков (1763—1817) — русский переводчик, пианист и музыковед, действительный статский советник, автор дневника, член Российской академии.

## Биография
Роман Цебриков родился 1 октября 1763 года в городе Харькове, где и воспитывался, а затем, около 1778 года, переехал в Санкт-Петербург для окончания образования. В 1784—85 жил в Лейпциге и Нюрнберге, где изучал немецкий, французский и латинский языки.
Был переводчиком в коллегии иностранных дел; в 1788—1789 гг., состоял при походной канцелярии князя Потёмкина, вёл дневник, напечатанный под заглавием «Вокруг Очакова» в «Русской старине» (1895, № 9 и отдел.) и содержащий в себе немало интересных подробностей.
Позже Цебриков служил помощником начальника III отделения комиссии составления законов, в секретной экспедиции министерства внутренних дел и в коллегии иностранных дел.
Цебриков — один из просвящённых любителей музыки конца XVIII — начала XIX вв. Он также играл на скрипке, флейте, клавикордах, владел техникой генерал-баса. В 1805—10 создал значительный в русском музыковедении труд, посвященный философским и теоретическим проблемам музыки — «Отрывки о музыке рассуждая о ней в нравственном смысле». Эта рукопись содержит главы о предмете музыки, о мелодии, гармонии, церковной, военной, театральной музыке, народных песнях и др. Проявляя особый интерес к музыкальной эстетике и теории музыки, перевел на русский язык некоторые из работ иностранных авторов, в том числе «Рассуждения о влиянии музыки на здоровье человеческое» и «Рассуждения о музыкальном живописании» И. Я. Энгеля.